# Lusigny-sur-Ouche
 Lusigny-sur-Ouche  là một xã ở tỉnh Côte-d'Or trong vùng Bourgogne-Franche-Comté, phía đông nước Pháp. Khu vực này có độ cao trung bình 379 mét trên mực nước biển.